# Équipe cycliste Estado de Mexico Faren
Estado de Mexico Faren est une équipe cycliste féminine basée en Italie. La formation a son siège à Cornaredo proche de Milan en Lombardie. Elle est dirigée par Fortunato Lacquaniti et Walter Ricci Petitoni. Elle est fondée en 2012 et disparaît en 2014. Elle a notamment compté parmi ses membres : Rochelle Gilmore, Nicole Cooke, Fabiana Luperini, Elena Cecchini et Rossella Ratto.

## Histoire de l'équipe
La formation a son siège à Cornaredo proche de Milan en Lombardie. 

## Classements UCI

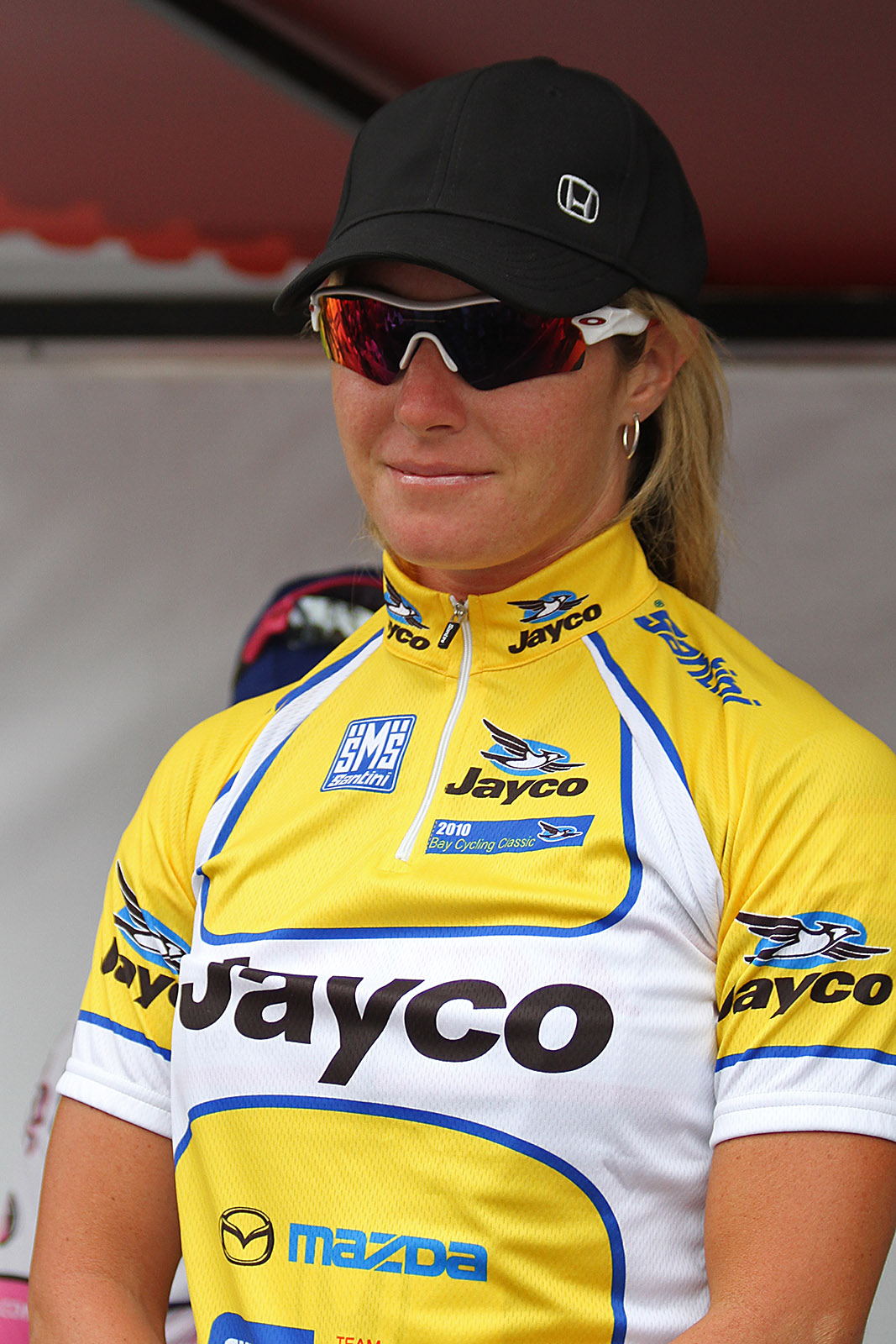
Rochelle Gilmore est la meilleure coureuse de l'équipe en 2012

Ce tableau présente les places de l'équipe Estado de Mexico Faren au classement de l'Union cycliste internationale en fin de saison, ainsi que ses meilleures coureuses au classement individuel.
| Année | Classement par équipes | Meilleure coureuse au classement individuel |
| 2012  | 12e                    | Rochelle Gilmore (38e)                      |
| 2013  | 17e                    | Susanna Zorzi (60e)                         |
| 2014  | 10e                    | Rossella Ratto (18e)                        |

L'équipe a intégré la Coupe du monde dès sa création en 2012. Le tableau ci-dessous présente les classements de l'équipe sur ce circuit, ainsi que sa meilleure coureuse au classement individuel.
| Année | Classement par équipes | Meilleure coureuse au classement individuel |
| 2012  | 10e                    | Rochelle Gilmore (28e)                      |
| 2013  | 9e                     | Sara Mustonen (32e)                         |
| 2014  | 7e                     | Elena Cecchini (12e)                        |

## Victoires principales

### Compétitions internationales
Cyclisme sur route
- Championnats d'Europe : 1

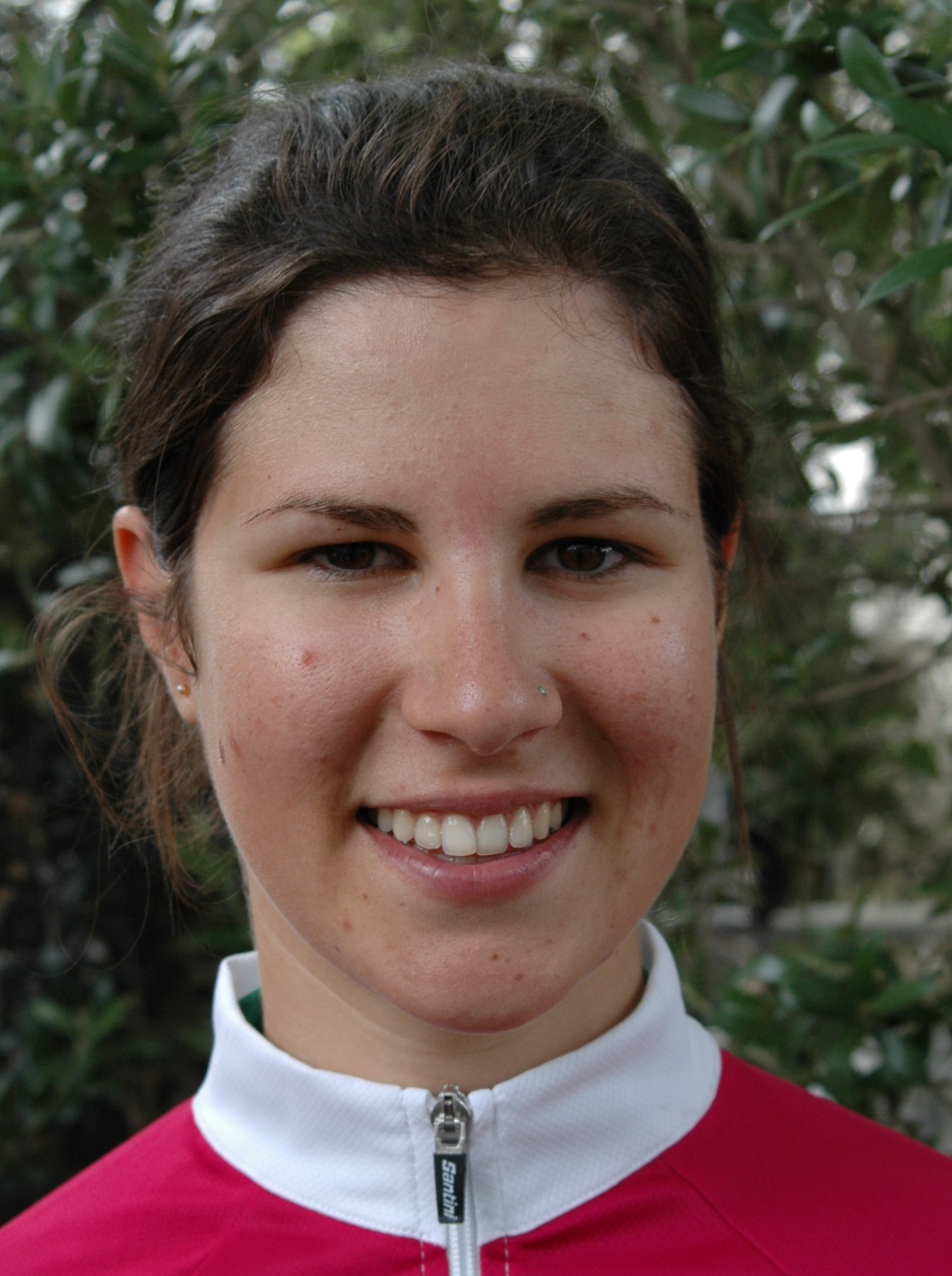
Elena Cecchini est la leader avec Rossella Ratto en 2014

  - Course en ligne espoirs : 2013 (Susanna Zorzi)

Cyclisme sur piste
- Championnats d'Europe : 1
  - Scratch : 2013 (Maria Giulia Confalonieri)
  - Course aux points : 2014 (Elena Cecchini)

### Championnats nationaux
Cyclisme sur route
- Championnats de Finlande : 1
  - Contre-la-montre : 2013 (Sari Saarelainen)
- Championnats d'Italie : 1
  - Course en ligne : 2014 (Elena Cecchini)
- Championnats de Russie : 1
  - Course en ligne : 2012 (Julia Blindyuk)
- Championnats de Suisse : 1
  - Course en ligne : 2012 (Jennifer Hohl)
  - Contre-la-montre : 2013 (Patricia Schwager)

Cyclisme sur piste
- Championnats d'Italie : 3
  - Poursuite par équipes : 2013, 2014 (Elena Cecchini)
  - Course aux points : 2013 (Elena Cecchini)

## Encadrement
Durant ses trois années d'existence Fortunato Lacquaniti est directeur sportif de l'équipe. Il faisait partie en 2011 de l'équipe Gauss. Walter Ricci Petitoni en est son représentant auprès de l'UCI en 2012 et 2014. En 2013, c'est Martina Ricci Petitoni qui occupe ce poste tandis que Walter est directeur sportif. Il occupait en 2011 ce poste dans l'équipe SC MCipollini Giambenini. En 2012 et 2013, Primo Grespan est également directeur sportif. En 2012, Fabrizio Fabbri et Michael Engleman sont directeurs sportifs adjoint. En 2014, Monica Lo Verso occupe ces fonctions.

## Partenaires
Le groupe chimique Faren est le partenaire principal de l'équipe de 2012 à 2014. En 2012, le fabricant automobile Honda est le partenaire secondaire. En 2013, il s'agit de la marque de cycles Kuota qui en conséquence fournit les vélos. En 2014, l'État de Mexico parraine la formation.

## Estado de Mexico Faren en 2014

### Arrivées et départs
| Arrivées                 | Équipe 2013          |
| ------------------------ | -------------------- |
| Melissa Ayala            | Néo-professionnelle  |
| Giada Borgato            | Pasta Zara - Cogeas  |
| Ana Teresa Casas Bonilla | Néo-professionnelle  |
| Uênia Fernandes Da Souza | Chirio Forno d'Asolo |
| Arianna Fidanza          | Néo-professionnelle  |
| Lucy Martin              | Boels Dolmans        |
| Dulce Pliego             | Néo-professionnelle  |
| Marcela Prieto           | Néo-professionnelle  |
| Rossella Ratto           | Hitec Products       |
| Iliana Romero            | Néo-professionnelle  |
| Anna Trevisi             | Vaiano Fondriest     |
| Erika Yépez              | Néo-professionnelle  |

| Départs                   | Équipe 2014      |
| ------------------------- | ---------------- |
| Ashlynn van Baarle        | Amateur          |
| Marta Bastianelli         | Amateur          |
| Maria Giulia Confalonieri | Alé Cipollini    |
| Christel Ferrier-Bruneau  | Retraite         |
| Sara Mustonen             | Giant-Shimano    |
| Jutta Nieminen            | Amateur          |
| Stella Riverditi          | Amateur          |
| Patricia Schwager         | Tibco-To the Top |
| Susanna Zorzi             | Astana Bepink    |

### Effectif
| Cycliste                     | Date de naissance | Nationalité | Équipe 2013          |  |
| ---------------------------- | ----------------- | ----------- | -------------------- |  |
| Melissa Ayala                | 7 juin 1991       | Mexique     | Néo-professionnelle  |  |
| Giada Borgato                | 15 juin 1989      | Italie      | Pasta Zara - Cogeas  |  |
| Ana Teresa Casas Bonilla     | 8 novembre 1991   | Mexique     | Néo-professionnelle  |  |
| Elena Cecchini               | 25 mai 1992       | Italie      | Faren Kuota          |  |
| Uênia Fernandes Da Souza     | 12 août 1984      | Brésil      | Chirio Forno d'Asolo |  |
| Arianna Fidanza              | 6 janvier 1995    | Italie      | Néo-professionnelle  |  |
| Giuseppina Grassi            | 29 août 1976      | Mexique     | Faren Kuota          |  |
| Fabiana Luperini             | 14 janvier 1974   | Italie      | Faren Kuota          |  |
| Lucy Martin                  | 5 mai 1990        | Royaume-Uni | Boels Dolmans        |  |
| Dulce Pliego                 | 8 août 1986       | Mexique     | Néo-professionnelle  |  |
| Marcela Prieto               | 11 mars 1992      | Mexique     | Néo-professionnelle  |  |
| Rossella Ratto               | 20 octobre 1993   | Italie      | Hitec Products       |  |
| Carolina Rodriguez Gutierrez | 30 septembre 1993 | Mexique     | Faren Kuota          |  |
| Iliana Romero                | 15 octobre 1989   | Mexique     | Néo-professionnelle  |  |
| Anna Trevisi                 | 8 mai 1992        | Italie      | Vaiano Fondriest     |  |
| Erika Yépez                  | 6 mai 1990        | Mexique     | Néo-professionnelle  |  |

### Déroulement de la saison
Rossella Ratto remporte le maillot de la meilleure jeune de The Women's Tour, des Auensteiner-Radsporttage, du Tour de l'Ardèche et de la Coupe du monde.

### Victoires

#### Sur route
| Date       | Course                          | Pays        | Classe | Vainqueur      |
| ---------- | ------------------------------- | ----------- | ------ | -------------- |
| 8 mai      | 2e étape de The Women's Tour    | Royaume-Uni | 2.1    | Rossella Ratto |
| 29 juin    | Championnats d'Italie sur route | Italie      | CN     | Elena Cecchini |
| 11 octobre | Tour d'Émilie                   | Italie      | 1.2    | Rossella Ratto |

### Sur piste
| Date         | Course                                          | Pays   | Classe | Vainqueur                 |
| ------------ | ----------------------------------------------- | ------ | ------ | ------------------------- |
| 14 juillet   | Course aux points de Fiorenzuola d Arda         | Italie | C1     | Maria Giulia Confalonieri |
| 23 juillet   | Championnats d'Europe de course aux points      | Italie | 0      | Elena Cecchini            |
| 25 septembre | Championnats d'Italie de poursuites par équipes | Italie | CN     | Elena Cecchini            |

### Classement UCI
| Rang | Coureuse                  | Points |
| ---- | ------------------------- | ------ |
| 18   | Rossella Ratto            | 381    |
| 19   | Elena Cecchini            | 377    |
| 108  | Maria Giulia Confalonieri | 50     |
| 123  | Uênia Fernandes Da Souza  | 43     |
| 134  | Fabiana Luperini          | 39     |
| 141  | Anna Trevisi              | 37     |
| 232  | Arianna Fidanza           | 13     |
| 236  | Ana Teresa Casas Bonilla  | 12     |
| 255  | Giada Borgato             | 12     |

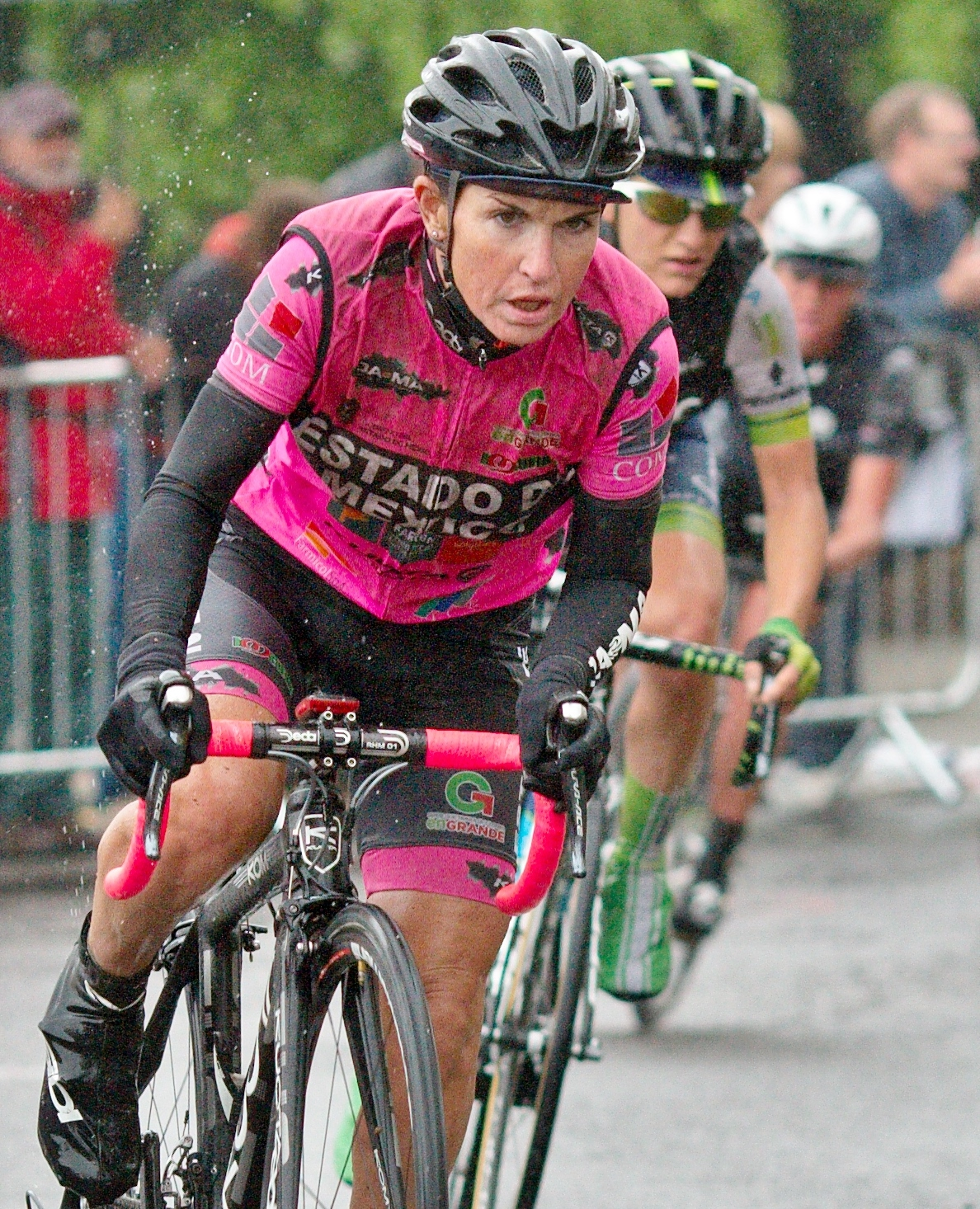
Fabiana Luperini fait partie de l'équipe durant toute son existence

L'équipe est dixième au classement par équipe.

### Dissolution de l'équipe
| Arrivées | Équipe 2014 |
| -------- | ----------- |

| Départs                      | Équipe 2015            |
| ---------------------------- | ---------------------- |
| Melissa Ayala                | Amateur                |
| Giada Borgato                | Amateur                |
| Ana Teresa Casas Bonilla     | Amateur                |
| Elena Cecchini               | Lotto Soudal Ladies    |
| Uênia Fernandes Da Souza     | Alé Cipollini          |
| Arianna Fidanza              | Alé Cipollini          |
| Giuseppina Grassi            | Amateur                |
| Fabiana Luperini             | Retraite               |
| Lucy Martin                  | Matrix Fitness         |
| Dulce Pliego                 | Amateur                |
| Marcela Prieto               | Amateur                |
| Rossella Ratto               | Inpa Sottoli Giusfredi |
| Carolina Rodriguez Gutierrez | Astana-Acca Due O      |
| Iliana Romero                | Amateur                |
| Anna Trevisi                 | Inpa Sottoli Giusfredi |
| Erika Yépez                  | Amateur                |